# Lasse Persson (serieskapare)
Lars "Lasse" Ingvar Persson, född 8 augusti 1959 i Skinnskatteberg, Västmanland, är en svensk serieskapare och trubadur under artistnamnet Lasse P.. Han är känd för att ha tecknat Flygsoldat 113 Bom och Hjälpsamma Jönsson på 1980-talet. Han övergav tecknarkarriären nästan helt då musiken lockade mer. Dock gjorde han 2014–2020 serien Frid och Fröjd, skapad av fadern, i tidningen Jaktmarker och fiskevatten.

## Seriefamilj
Lasse Persson är son till Agust-tecknaren Ingvar Persson och sonson till Elov Persson, skaparen av de båda folkkära serierna Kronblom och Agust. Hans syster Bia Melin tecknar även numera serien Agust.
Kronblomtecknarna Gunnar och Jonas Persson är hans farbror respektive kusin.